# Campionato francese di rugby a 15 1991-1992
Il Campionato francese di rugby a 15 1991-1992 vede al via 40 squadre divise in 4 gironi di 10. Le prime 8 sono qualificate alla fase ad eliminazione diretta.
Le ultime due di ogni girone sono retrocesse in seconda divisione.
Il RC Tolone conquista il titolo superando il Biarritz olympique in finale, conquistando il terzo Scudo di Brennus.

## Prima fase
Le squadre sono indicate in ordine di classifica,  in grassetto quelle ammesse direttamente ai sedicesimi di finale.
| - CA Bègles-Bordeaux - USA Perpignan - Grenoble - Castres - US Dax - AS Montferrand - Tyrosse RCS - RRC Nice - CA Périgueux - Stade rochelais    | - SU Agen - CA Brive - AS Béziers - Tarbes - Section paloise - FCS Rumilly - Mont de Marsan - Stade bordelais - SC Mazamet - Lourdes      |
| - Stade toulousain - RC Nimes - Biarritz - CS Bourgoin-Jallieu - Le Creusot - FC Auch - Avenir valencien - US Cognac - Montchanin - US Montauban | - RC Narbonne - Racing club de France - US Colomiers - Bayonne - Montpellier RC - SC Graulhet - RC Toulon - RC Chalon - US Romans - Rodez |

## Play off
| SEDICESIMI DI FINALE |   |                  |         |
| Begles               | - | RC Chalon        | 18 - 19 |
| Castres              | - | Le Creusot       | 15 - 9  |
| Colomiers            | - | SC Graulhet      | 30 - 6  |
| Perpignan            | - | Avenir valencien | 37 - 12 |
| Agen                 | - | Stade bordelais  | 30 - 15 |
| Tarbes               | - | Montpellier      | 29 - 22 |
| Nimes                | - | Tolone           | 6 - 15  |
| Beziers              | - | Auch             | 24 - 15 |

| in grassetto le qualificate |   |                |         |
| Tolosa                      | - | RRC Nice       | 21 - 9  |
| Bourgoin                    | - | Dax            | 7 - 15  |
| Grenoble                    | - | FCS Rumilly    | 38 - 18 |
| Racing Parigi               | - | Montferrand    | 21 - 19 |
| Biarritz                    | - | Tyrosse RCS    | 21 - 15 |
| Brive                       | - | Mont de Marsan | 15 - 12 |
| Bayonne                     | - | Pau            | 33 - 17 |
| Narbonne                    | - | US Cognac      | 19 - 12 |

| OTTAVI DI FINALE |   |           |         |
| Castres          | - | RC Chalon | 9 - 3   |
| Colomiers        | - | Perpignan | 10 - 9  |
| Agen             | - | Tarbes    | 15 - 19 |
| Tolone           | - | Beziers   | 15 - 9  |

| in grassetto le qualificate |   |               |         |
| Tolosa                      | - | Dax           | 19 - 24 |
| Grenoble                    | - | Racing Parigi | 27 - 12 |
| Brive                       | - | Biarritz      | 18 - 26 |
| Bayonne                     | - | Narbonne      | 16 - 12 |

| QUARTI DI FINALE |   |           |       |
| Castres          | - | Colomiers | 24-15 |
| Tarbes           | - | Tolone    | 27-27 |

| in grassetto le qualificate |   |          |       |
| Dax                         | - | Grenoble | 21-22 |
| Biarritz                    | - | Bayonne  | 16-15 |

| SEMIFINALI |   |        |       |
| Castres    | - | Tolone | 12-18 |

| in grassetto le qualificate |   |          |      |
| Grenoble                    | - | Biarritz | 9-13 |

## Finale
| Arbitro: | Alain Ceccon |

| |            | |
| mete: trasf.: c.p.: Drop: | Marcatori  | mete: trasf.: c.p.: Drop: |
| 15.Patrice Teisseire 14.Pascal Jehl 13.Pierre Trémouille 12.Jean-Christophe Repon 11.David Jaubert 10.Yann Delaigue 9.Aubin Hueber 8.Éric Melville 7.Thierry Louvet 6.Léon Loppy 5.Bruno Motteroz 4. Gérald Orsoni 3. Yann Braendlin 2. Éric Dasalmartini 1. Michel Périé Sostituti: Marc de Rougemont Alain Carbonel Jean-Louis Gruarin Franck Chouquet Ludovic Cornuau Jean-Michel Casalini | Formazioni | 15.Serge Blanco 14.Franck Corrihons 13.Philippe Feuillade 12. Bernard Daguerre 11.Pierre Hontas 10.David Arrieta 9.Jean-Baptiste Lecuona 8.Éric Gouloumet 7.Richard Pool-Jones 6.Jean-Marc Irigaray 5.Jean Condom 4.Djakaria Sanoko 3.Pascal Ondarts 2.Christian Boule 1.Jean-François Mondela Sostituti: Guillaume Tarrat Gilles Daguerre Dominique Gueracague Jean-Luc Rivière Thierry Cléda Jean-Bernard Esain |